# Entogonia schistacea
Entogonia schistacea là một loài bướm đêm trong họ Geometridae.